# Radiație gama
Radiația gama (simbolizată prin γ sau {\displaystyle \gamma }) este o radiație electromagnetică provenită din dezintegrarea radioactivă a nucleelor atomice. Constă din fotoni de energie foarte mare. A fost descoperită de Paul Villard, un chimist și fizician francez, în anul 1900 în timp ce studia radiația emisă de radiu. În anul 1903, Ernest Rutherford i-a dat denumirea de raze gama, pe baza penetrării destul de puternice a materiei; înainte descoperise două tipuri mai puțin penetrante de radiație din dezintegrări, pe care le-a numit raze alfa și raze beta, în ordinea crescătoare a puterii de penetrare.

## Interacțiunile cu mediul
La trecerea printr-un mediu mai mult sau mai puțin absorbant, radiațiile gama suferă o atenuare datorită proceselor de împrăștiere și a celor de absorbție conform legii:
{\displaystyle I(x)=I_{0}\cdot e^{-\mu x}}
I0 = intensitatea radiației γ înainte de a pătrunde în mediul absorbant;
I = intensitatea radiației gama după trecerea prin mediul absorbant;
μ = coeficient de atenuare, dependent de energia radiației γ și de natura mediului absorbant;
x = grosimea mediului absorbant.
Razele gamma interacționează cu materia prin care trec prin următoarele mecanisme:
- "Efect fotoelectric": Un foton γ poate dezlega un electron orbital din învelișul electronic al unui atom. Electronul, care preia toată energia fotonului γ, va putea învinge forța electrostatică, eliberându-se de pe orbita sa; fotonul incident dispare: această interacțiune se numește "efect fotoelectric" (energia fotonului incident γ trebuie să fie mai mare decât energia de legătura (Wleg) a electronuluiexpulzat (e-) ). Efectul fotoelectric este mult mai probabil la elementele grele (probabilitatea este direct proporțională cu Z5), dacă fotonii incidenți sunt de joasă energie, sub 0,5 MeV. Elementul emis cu o anumită viteză (dependentă de energia fotonului incident și de tipul atomului) produce ionizarea, la fel ca și o particulă beta β (beta), până când surplusul său energetic este cedat complet.
- "Efect Compton", care devine preponderent când fotonii incidenți au o energie mai mare decât 1 MeV. În acest proces numai o parte din energia fotonului este transferată electronului; restul de energie apare ca un foton secundar cu energie mai mică, împrăștiat într-o direcție oarecare. Interacțiunea continuă până la dispariția fotonilor împrăștiați prin efect fotoelectric.
- "Producerea de perechi": Dacă fotonul γ are o energie mai mare de 1,02 MeV, el va putea interacționa cu câmpul nucleului, transformându-se în două particule: una pozitivă și cealaltă negativă (conversia energiei în masă). Particula pozitivă este numită pozitron, iar cealaltă electron. Această interacțiune este cunoscută drept "producere (generare) de perechi". Excesul energetic este preluat în mod egal, sub formă de energie cinetică, de către cele două particule electron + pozitron, care vor produce ionizări până la încetinirea lor completă (la fel ca în cazul radiațiilor β). În procesul de încetinire, pozitronii produc ionizări până la momentul când vor fi captați de un electron. Noua pereche se "anihilează" reciproc, generând 2 fotoni γ de câte 0,51 MeV. Fenomenul de anihilare este opus fenomenului de generare de perechi. Fotonii rezultați pot fi împrăștiați prin efect Compton, sau absorbiți prin efect fotoelectric.

Cea mai puternică emisiune de radiații gama pe pământ a fost înregistrată la data de 27 decembrie 2004, produsă de magnetarul „SGR 1806-20“ aflat în Calea Lactee, la 50.000 ani-lumină de pământ.